# 燕の巣

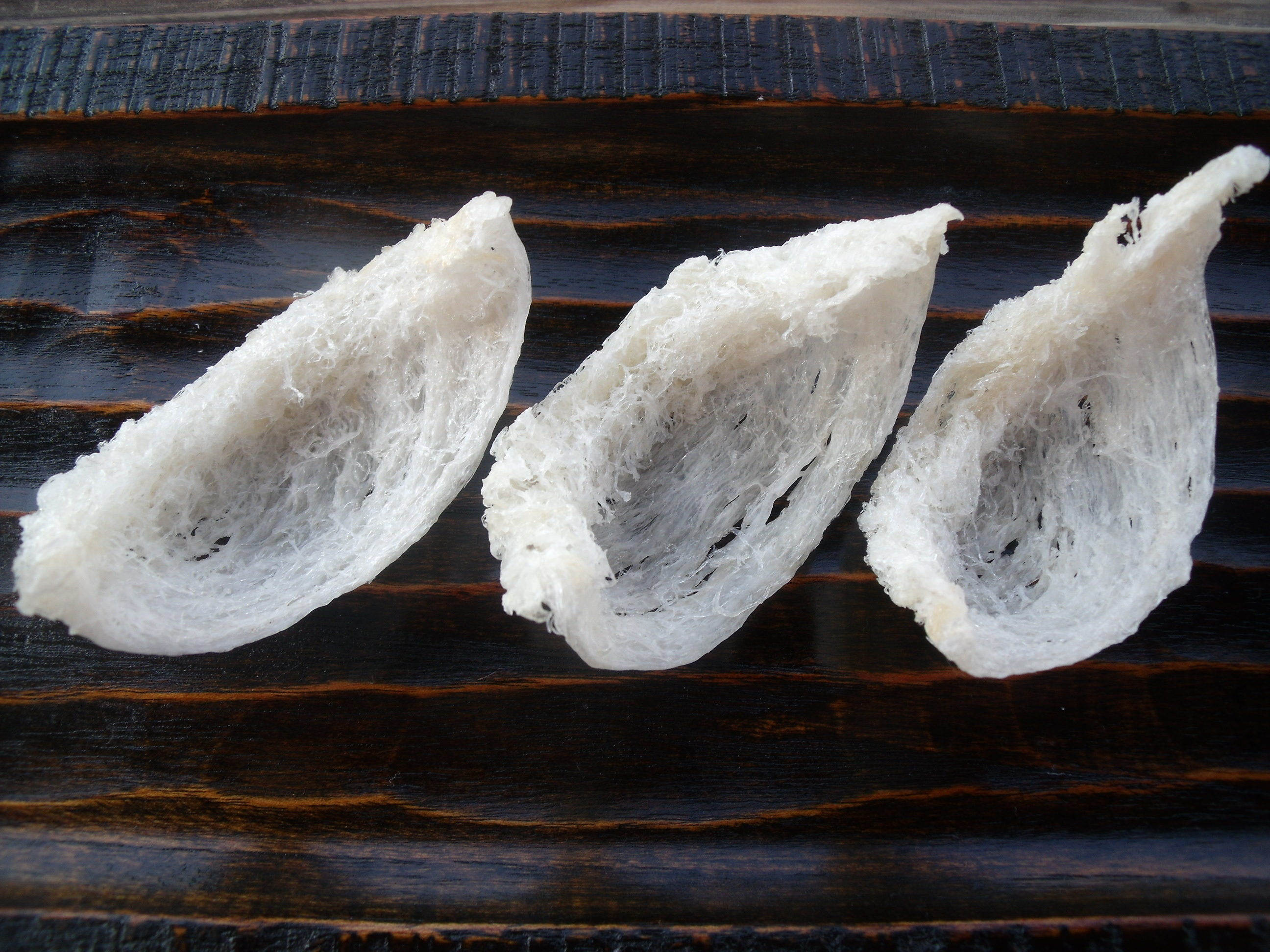
燕の巣

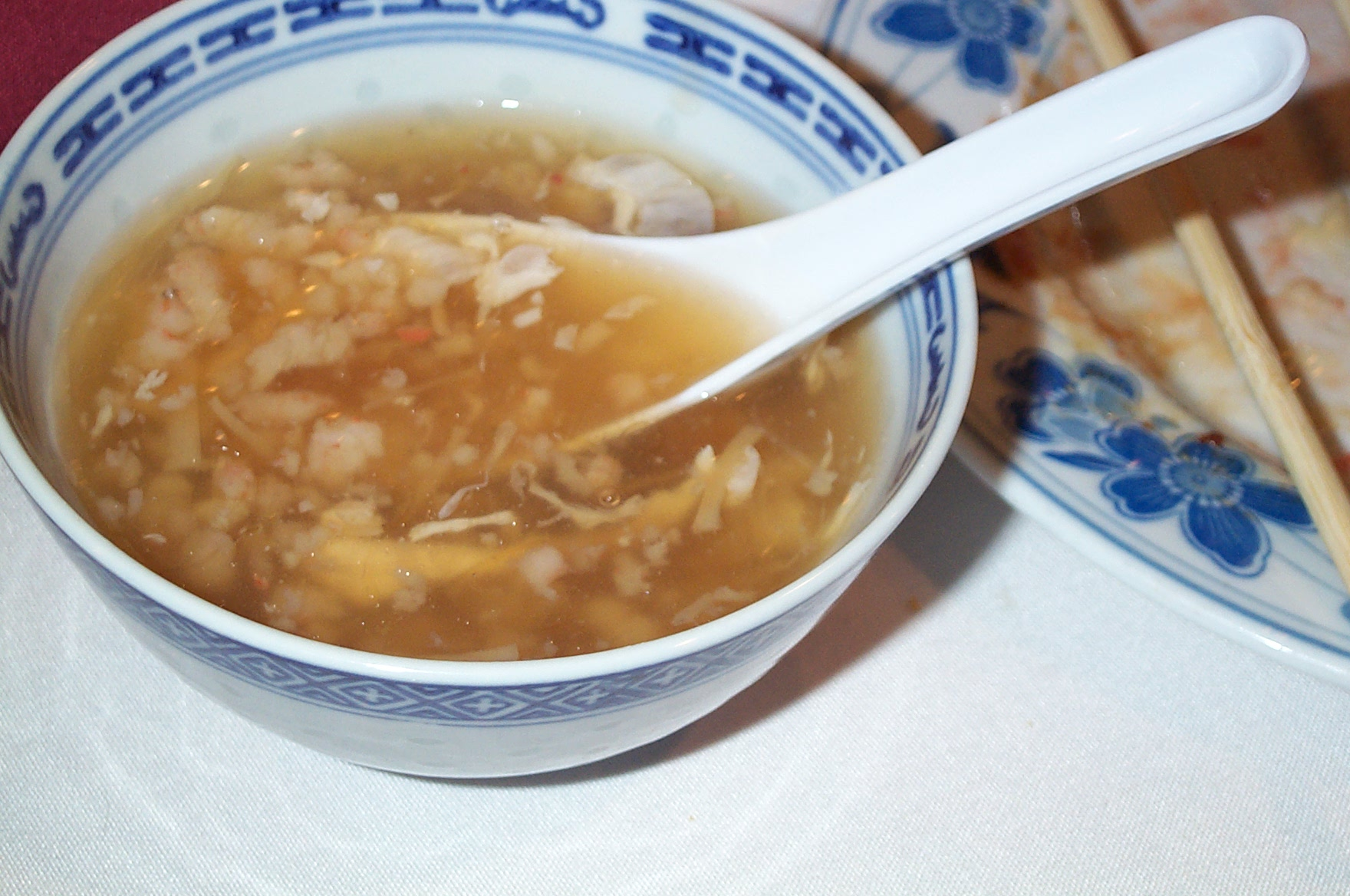
燕の巣のスープ

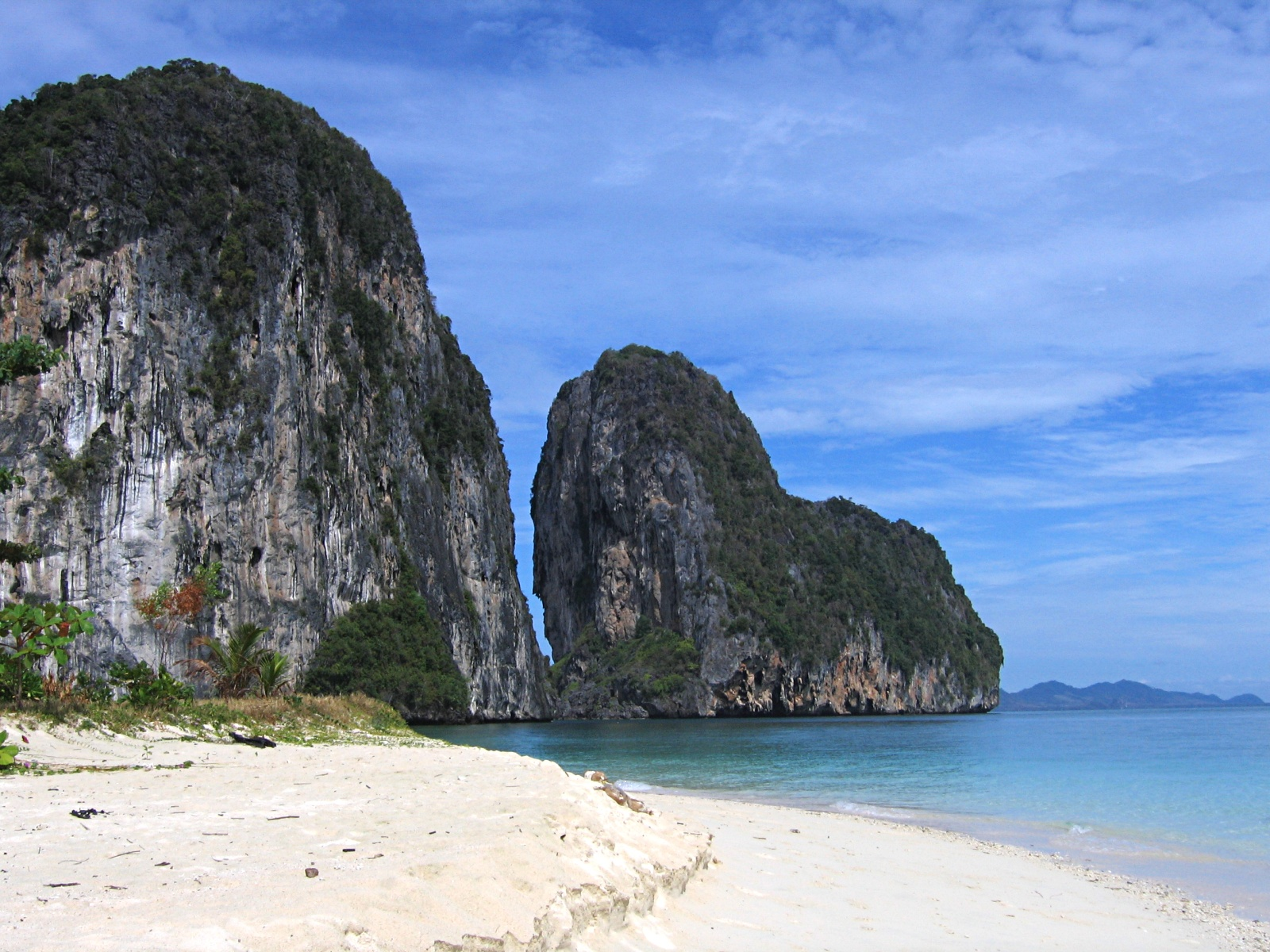
燕の巣が採取されるタイの島

燕の巣（つばめのす）または燕窩（えんわ、中国語: 燕窝; 拼音: yànwō）は、アナツバメ類のうちジャワアナツバメなど数種の巣である。広東料理の高級食材とされる。

## 生態

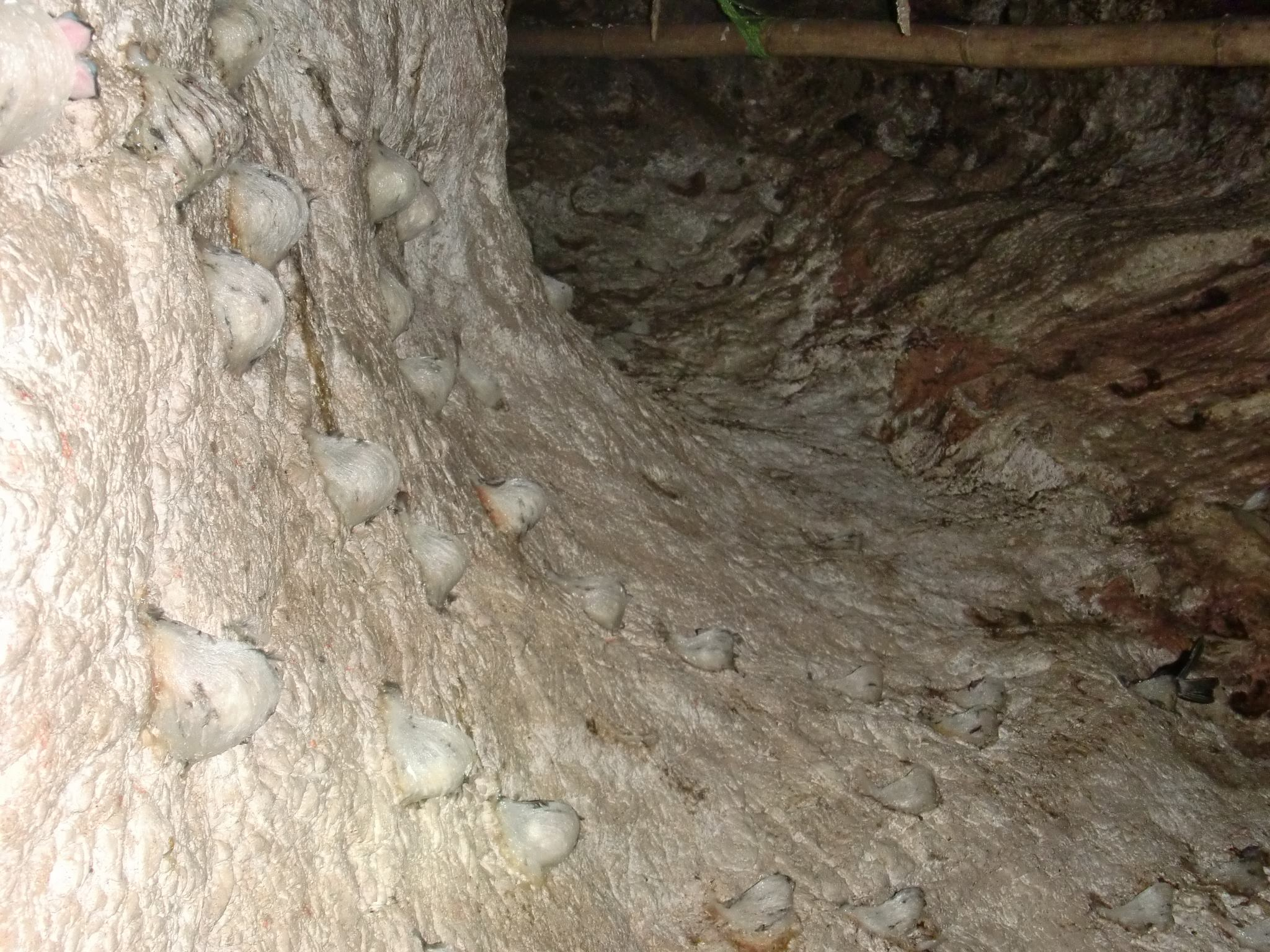
自然の洞穴に作られた巣（タイ）

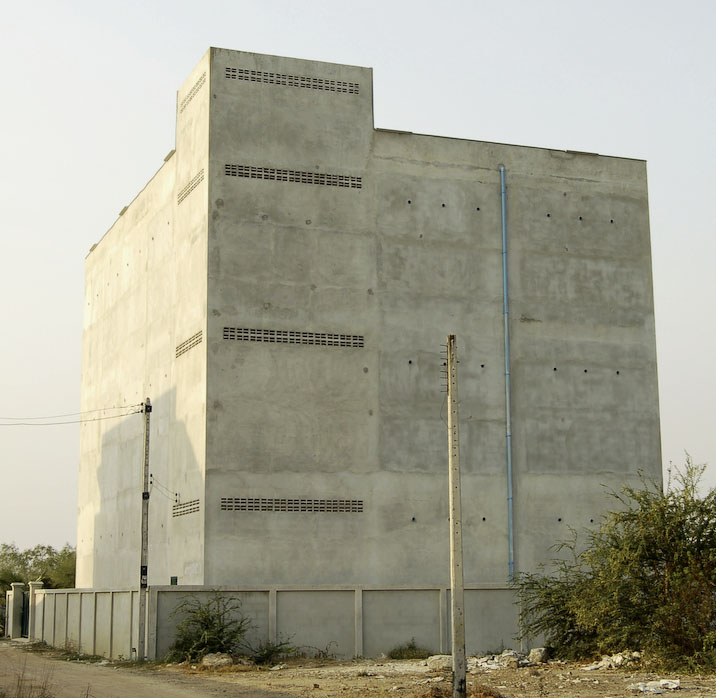
現在はRC造の建物にアナツバメを誘致して巣を採取している（タイ）

アナツバメ類はアマツバメ目アマツバメ科に分類され、東南アジア沿岸に生息する。アマツバメ科は、極端に空中生活に適応したグループであり、繁殖期を除いてほとんど地表に降りることはない。睡眠も飛翔しながらとると言われるほどである。巣材も地表から集めるのではなく、空気中に漂っている鳥の羽毛などの塵埃を集め、これを唾液腺からの分泌物で固めて皿状の巣を作る。なかでもアナツバメ類の一部は、空中から採集した巣材をほとんど使わず、ほぼ全体が唾液腺の分泌物でできた巣を作る。海藻と唾液を混ぜて作った巣という俗説は正しくなく、海藻は基本的には含まれない。
アマツバメ科の鳥は一見スズメ目ツバメ科のツバメなどに似た姿をしているが、むしろヨタカやハチドリに縁が近く、日本のツバメとはかなり縁の遠い系統群の鳥である。
アナツバメの巣は海岸近くの断崖につくられるが、断崖絶壁などに巣を作る習性の鳥は、しばしば鉄筋コンクリート製の建造物の増加した近代的な都市を本来の営巣環境に近似した環境と受け止めて巣作りを行う。ハヤブサやチョウゲンボウの例が著名であるが、アナツバメ類にもこうした傾向が見られる。近年ではこのような習性を利用して、東南アジア諸国の鉄筋コンクリート製建造物の窓を開け放して天然の洞窟に似せた環境を整え、集団営巣地を作らせることができるようになり、市場への供給量が増した。
東南アジア各国はアナツバメを保護するため、生息地への立ち入りを制限し、巣を採取する時期・方法などを厳重に管理している。アナツバメは雛が巣立ちしてしまうと同じ巣を利用することはないため、アナツバメが放棄した巣を採取している。オスは次の発情期になればまた唾液腺から特殊な分泌物を吐き出して新たに巣をつくる。
断崖絶壁における採取作業は非常に危険が伴う作業である。 阮葵生の『茶余客話』には、よく訓練した猿に布袋を背負わせて採取したと記されている。

## 食品利用
日本で人家の軒先などに一般的に見られるツバメの巣は、唾液だけでなく泥や枯れ草によって作られるので食用には適さないが、アナツバメの巣は世界中で高い人気を誇る食材となっており、スープの具やデザートの素材や飾り付けとして用いられる。
中華料理の中でも特に広東料理で利用される。元末明初頃に中華世界に知られるようになり、清代になるとふかひれや干しあわびと並ぶ高級中華食材として珍重されるようになった。燕の巣が出る宴席は「燕菜席」と呼ばれ、満漢全席に次いで格式の高い宴席となっている。2013年、中国政府は綱紀粛正の一環として、接待の宴席に高級料理を用いることを禁じた。この際、高級食材の例としてふかひれとともにツバメの巣が挙がるなど、21世紀の現代においても贅沢品の代表格であることが窺える。
日本においても、江戸時代初期の料理書『料理物語』に、「燕巣（えんず）」という名で記載されており、吸い物や刺身のつまとして用いられていた。日本では上記のとおり生産されておらず、交易によって輸入されたものであり、中国同様に貴重な食材である。
独特のゼリー状の食感が特徴である。タンパク質と多糖類が結合したムチンが主成分であり、タンパク質と共に、糖質の一種であるシアル酸を多く含んでいる。また、インターロイキン-6や上皮成長因子(EGF)、繊維芽細胞成長因子(FGF)様のサイトカインが多種含まれることが近年わかってきた。古くから美容と健康に良いとされている漢方食材であり、清の西太后も連日食したと伝えられている。
巣によって羽毛などの巣材を比較的多く含むものから、全くと言っていいほど含まないものまで差がある。混ざり物などが少なく作られて間もない物が重宝され高値がつきやすい。調理に際しては湯で柔らかく戻してから、ピンセットなどで丁寧に羽毛などを除去する。

### 品質について
中国では古くから赤い燕の巣が珍重されてきた。現在においても赤い巣、オレンジ色の巣は高価で取引される傾向がある為、顧客の好みの色に着色して出荷する生産者も珍しくない。赤やオレンジに発色する原因は、岩石からの鉄分や壁土などの色素を含むからとも発酵の結果によるともされる。ただし、こういった赤やオレンジの巣には人体に有害な亜硝酸塩が多く含まれるという調査報告が出ている。亜硝酸塩は水溶性なので水で洗い流すことが出来るが、天然、着色を問わず赤やオレンジの色素もなくなってしまう。
見た目の立派さが価格に影響することもあり、乾燥した巣の表面に糊を塗布して外観を整える手法も広く行われている。水に溶いた巣の他、海藻、豚皮、ラード、植物樹脂などが糊として用いられるケースがある。
白さを強調する為に薬品によって漂白された燕の巣は、独特の匂いが無くなっていたり、薄くなっている。